# Septemwri Sofia
Septemwri Sofia (bułg. ПФК "Септември" (София)) – bułgarski klub piłkarski z siedzibą w stolicy kraju, mieście Sofia, występujący w Pyrwej PFL.

## Historia
Chronologia nazw:
- 05.11.1944: Septemwri Sofia (bułg. ФК "Септември" (София)) – po fuzji klubów Sportklub, Sokoł i Wyzrażdane
- 26.03.1945: Septemwri Sofia (bułg. ФК "Септември" (София)) – po fuzji z Botew, Ustrem, Pobeda i Swoboda
- 05.1948: klub rozwiązano – po fuzji z CDW, tworząc Septemwri pri CDW Sofia (bułg. ФК "Септември при ЦДВ" (София))
- 01.1949: Septemwri Sofia (bułg. ФК "Септември" (София))
- 1949: klub rozwiązano
- 01.1952: Septemwri Sofia (bułg. ДСО "Септември" (София))
- 01.1969: klub rozwiązano – po dołączeniu do CSKA "Czerweno zname" Sofia, zmieniając nazwę na CSKA Septemwrijsko zname Sofia (bułg. ЦСКА "Септемврийско знаме" (София))
- 1988: Septemwri Sofia (bułg. ПФК "Септември" (София))

Klub piłkarski Septemwri został założony w Sofii 5 listopada 1944 roku w wyniku połączenia miejscowych klubów: Sportklub, Sokoł i Wyzrażdane. W 26 marca 1946 roku do Septemwri przyłączyły się miejscowe kluby Botew, Ustrem, Pobeda i Swoboda. Na początku maja 1948 roku klub, będący jednym z liderów Pierwszej Dywizji Sofijskiej, połączył się z drugą dywizją CDW i przyjął nazwę Septemwri pri CDW. Ta drużyna była pierwowzorem i pierwowzorem klubu wojskowego, który później stał się znany jako CSKA. Zjednoczony zespół zachował miejsce i majątek pozyskany przez „wrześniowców”.
Nieco później, w styczniu 1949 roku, przed rozpoczęciem drugiej połowy sezonu 1949/50, Septemwri odłączył się i został samodzielnym klubem. Po zakończeniu mistrzostw pozwolono mu zagrać w turnieju międzystrefowym, aby uzupełnić elitarną grupę. Tam zespół zakwalifikował się do fazy play-off i zagrał z Markiem, ale przegrał w dwumeczu, wygrywając 2:0 i przegrywając 0:2, a następnie w decydującym trzecim meczu znów poniósł porażkę, tym razem 0:1.
Między 1949 a 1951 rokiem klub został rozwiązany z powodu państwowej reformy piłki nożnej i utworzenia w kraju dobrowolnych organizacji sportowych (DSO) na wzór radziecki. Wznowił działalność po styczniu 1952 roku jako DSO Septemwri i istniał samodzielnie do początku 1969 roku.
W 1959 zespół po raz pierwszy awansował do pierwszej ligi bułgarskiej. W swoim pierwszym sezonie drużyna zajęła wysokie 5. miejsce. W tym samym roku klub osiągnął największy sukces w swojej historii zdobywając Puchar Bułgarii, który nosił wówczas nazwę Pucharu Armii Sowieckiej. W finale Septemwri pokonało po dogrywce 4:3 Łokomotiw Płowdiw. Drugi sezon Septemwri zakończyło na ostatnim miejscu i opuściło bułgarską ekstraklasę.
Na początku 1969 roku podczas kolejnej państwowej reformy piłki nożnej klub, grający wówczas w Grupie B, został ponownie połączony z CSKA Sofia, wówczas nazywającym się CSKA "Czerwono zname", w CSKA "Septemwrijsko zname". Septemwri przestało istnieć na następne 20 lat.
Samodzielny byt Septemwri odzyskało w czerwcu 1988 roku i przystąpiło do rozgrywek trzeciej ligi. W 1998 klub po prawie czterech dekadach przerwy powrócił do pierwszej ligi. Pobyt w bułgarskiej ekstraklasie trwał tylko sezon. Potem nastąpił upadek klubu, który w 2008 roku spadł do ligi A OFG, która jest czwartą klasą rozgrywkową. W 2015 awansował do Amatorskiej Futbolowej Grupy i po sezonie 2015/16, w którym zajął ósme miejsce w strefie południowo-zachodniej, zgłosił się do rozgrywek Wtorej PFL. Po zajęciu drugiego miejsca w drugiej lidze zespół zakwalifikował się do baraży i po wygraniu 2:1 z FK Montana zdobył awans do Pyrwej PFL. Ale po dwóch sezonach na najwyższym poziomie klub spadł z powrotem do drugiej ligi. W sezonie 2022/23 na rok ponownie pojawił się w pierwszej lidze, ale nie utrzymał się. W następnym sezonie zespół został wicemistrzem drugiej ligi i od sezonu 2024/25 występuje w pierwszej lidze.

## Barwy klubowe, strój, herb, hymn
|  |  |

Klub ma barwy niebiesko-czerwone. Piłkarze domowe spotkania zazwyczaj grają w czerwonych koszulkach, czerwonych spodenkach oraz czerwonych getrach.

## Sukcesy

### Trofea międzynarodowe
Do chwili obecnej klub jeszcze nigdy nie zakwalifikował się do rozgrywek europejskich.

### Trofea krajowe
| \| \| Zdobyte trofea w rozgrywkach Bułgarii (stan na: 31-05-2024) \| |                                                             |      |                                                                                                 |
| Rozgrywki                                                            | Osiągnięcie                                                 | Razy | Sezon(y)                                                                                        |
| · Mistrzostwo                                                        | I miejsce                                                   | 0    |                                                                                                 |
| · Mistrzostwo                                                        | II miejsce                                                  | 0    |                                                                                                 |
| · Mistrzostwo                                                        | III miejsce                                                 | 0    |                                                                                                 |
| · Mistrzostwo                                                        | 5.miejsce                                                   | 1    | 1959/60                                                                                         |
| Puchar                                                               | zdobywca                                                    | 1    | 1959/60                                                                                         |
| Puchar                                                               | finalista                                                   | 0    |                                                                                                 |
| II liga                                                              | I miejsce                                                   | 6    | 1947/48 (gr.Sofia), 1956 (gr.Sofia), 1958/59 (gr.Jużna), 1964/65 (gr.Sewerna), 1997/98, 2021/22 |
| II liga                                                              | II miejsce                                                  | 6    | 1955 (gr.Sofia), 1962/63 (gr.Sewerna), 1965/66 (gr.Sewerna), 2016/17, 2019/20, 2023/24          |
| II liga                                                              | III miejsce                                                 | 5    | 1954 (gr.Sofia), 1957 (gr.Jużna), 1961/62, 1963/64 (gr.Sewerna), 2020/21                        |
| Bułgaria                                                             | Zdobyte trofea w rozgrywkach Bułgarii (stan na: 31-05-2024) |      |                                                                                                 |

- II Sofijska diwizija (D3):
  - mistrz (1x): 1933/34

## Poszczególne sezony

### Rozgrywki międzynarodowe

#### Europejskie puchary
Nie uczestniczył w rozgrywkach europejskich.

### Rozgrywki krajowe
| \| Bułgaria \| Bilans występów klubu w rozgrywkach piłkarskich Bułgarii (Stan na 31 maja 2025 r.) \| \| |                                                                                    |        |       |   |   |   |    |    |     |                                                                                    |        |        |      |
| Poziom                                                                                                  | Rozgrywki                                                                          | Sezony | Mecze | Z | R | P | B+ | B– | Pkt | Lata                                                                               | Awanse | Spadki | Naj. |
| I | Nacionałna futbołna diwizija / Dyrżawno pyrwenstwo                                 | 7      |       |   |   |   |    |    |     | 1959–1961, 1998/99, 2017–2019, 2022/23, od 2024/25                                 | 0      | 4      | 5    |
| II | B RPG / Wtora PFG / Pyrwa PFL / B PFG / Wtora PFL                                  | 29     |       |   |   |   |    |    |     | 1944–1948, 1953–1959, 1961–1968, 1995–1998, 1999–2001, 2016/17, 2019–2022, 2023/24 | 5      | 3      | 1    |
| III | Treta amatorska futbołna liga                                                      | 15     |       |   |   |   |    |    |     | 1988–1995, 2001–2008, 2015/16                                                      | 2      | 1      | 8    |
| IV | Obłastna futbołna liga                                                             | 7      |       |   |   |   |    |    |     | 2008–2015                                                                          | 1      | 0      | 4    |
| | Puchar Bułgarii                                                                    | 25     |       |   |   |   |    |    |     | 1959–1968, od 1988                                                                 | 0      | 0      | 1    |
| Bułgaria                                                                                                | Bilans występów klubu w rozgrywkach piłkarskich Bułgarii (Stan na 31 maja 2025 r.) |        |       |   |   |   |    |    |     |                                                                                    |        |        |      |

## Reprezentanci kraju grający w klubie
- Płamen Nikołow
- Bożidar Iskrenow
- Jonczo Arsow
- Asparuch Nikodimow
- Antoni Zdrawkow
- Dimityr Jakimow

### Trenerzy
| - 1944–1946: Dimityr Dimitrow - 1946: Miloš Strujka - 1947–1948: Christo Nełkow - 1948–1949: Anton Kuzmanow - 1949–1951: nie funkcjonował - 1952–1953: Iwan Radoew - 1953–1957: Atanas Dinew - 1957–1959: Łozan Kocew - 1959–1961: Trendafił Stankow - 1961–1964: Sergej Jocow - 1964–1969: Stojan Petrow - 1969–1988: nie funkcjonował | - 1988–1990: Alosza Dimitrow - 1990–1992: Angeł Rangełow - 1992–1993: Paweł Panow - 1993–1994: Sergej Todorow - 1994–1995: Stefan Grozdanow - 1995: Jordan Jordanow - 1995–2000: Paweł Panow - 2000–2003: Bisser Chazdaj - 2003–2005: Rumen Trajkow - 2006–2007: Rumen Stojanow - 2008: Ognian Abadżiew - 2008–2009: Jordan Jordanow - 2009–2010: Michaił Michajłow - 2010–2013: Cwetan Atanasow - 2013–2014: Michaił Michajłow | - 1.01.2015–31.12.2015: Nikołaj Mitow - 1.01.2016–30.06.2016: Christo Arangełow - 1.07.2016–2.03.2017: Nikołaj Mitow - 2.03.2017–30.06.2017: Christo Arangełow - 8.06.2017–22.08.2017: Dimityr Wasew - 5.08.2017–30.09.2018: Nikołaj Mitow - 1.07.2018–30.06.2019: Christo Arangełow - 1.07.2019–20.07.2020: Miłen Radukanow - 1.07.2020–7.01.2022: Christo Arangełow - 9.01.2022–9.10.2022: Slavko Matić - 09.10.2022–05.05.2023: Swetosław Petrow - 05.05.2023–15.10.2023: Krasimir Bałykow - 16.10.2023–23.04.2024: Iwan Geszew - od 23.04.2024: Nikołaj Mitow |

## Struktura klubu

### Stadion
Drużyna rozgrywała swoje mecze domowe w Sofii na stadionie Septemwri, który może pomieścić 25.000 widzów. Podczas rekonstrukcji grał na stadionie Dragalewci o pojemności 1.500 widzów.

## Kibice i rywalizacja z innymi klubami

### Derby
- Carsko Seło Sofia
- CSKA 1948 Sofia
- CSKA Sofia
- Lewski Sofia
- Łokomotiw Sofia
- Sławia Sofia